# Département Baguirmi
Das Département Baguirmi ist ein Département im Südwesten des Tschad. Es liegt im zentralen Teil der Provinz Chari-Baguirmi, die Hauptstadt ist Massenya. Der Name des Départements nimmt Bezug auf das Sultanat Baguirmi, das sich etwa von 1480 bis 1897 in der Gegend erstreckte.
Im Jahr 2018 wurden die Départements der Provinz Chari-Baguirmi neu gegliedert. Vorher bestand das Département Baguirmi aus den drei Unterpräfekturen Massenya, Dourbali und Maï Ache und hatte 226.128 Einwohner (Zensus 2009). Mit der Neugliederung verkleinerte sich das Département.

## Verwaltungsuntergliederung
Das Département ist seit 2018 in die folgenden vier Unterpräfekturen unterteilt:
- Massenya
- Billi
- Bodoro
- Mandjafa